# Числа Маркова
Числа Маркова — это положительные числа x, y или z, являющиеся решениями диофантова уравнения Маркова
{\displaystyle x^{2}+y^{2}+z^{2}=3xyz,\,}
которое изучал Андрей Андреевич Марков.
Первые несколько чисел Маркова
1, 2, 5, 13, 29, 34, 89, 169, 194, 233, 433, 610, 985, 1325, ... (A002559),
появляющиеся как координаты троек Маркова
(1, 1, 1), (1, 1, 2), (1, 2, 5), (1, 5, 13), (2, 5, 29), (1, 13, 34), (1, 34, 89), (2, 29, 169), (5, 13, 194), (1, 89, 233), (5, 29, 433), (1, 233, 610), (89, 233, 62210), и т.д.
Существует бесконечно много чисел Маркова и троек Маркова.

## Дерево Маркова
Существует простой способ получения новой тройки Маркова из старой тройки (x, y, z). Сначала нормализуем тройку x,y,z, переставив числа так, чтобы x ≤ y ≤ z.  Далее, если (x, y, z) является тройкой Маркова, то совершив прыжок Виета, получим (x, y, 3xy − z). Если применить эту операцию второй раз, получим исходную тройку. Если связать каждую нормализованную тройку Маркова с 1, 2 или 3 нормализованными тройками, можно получить граф (дерево), имеющий в корне тройку (1,1,1), как на рисунке. Этот граф связен. Другими словами, любая тройка Маркова может быть получена из (1,1,1) в результате последовательности описанной выше операции.  Если мы начнём, скажем, с тройки (1, 5, 13), мы получим три соседние тройки — (5, 13, 194), (1, 13, 34) и (1, 2, 5) дерева Маркова, если в качестве z подставить 1, 5 и 13 соответственно.  Если начать с (1, 1, 2) и перед каждой операцией менять местами y и z, получим тройки с числами Фибоначчи. Если же начать с той же тройки и менять местами x и z, получим числа Пелля.
Все числа Маркова, полученные первым способом, являются числами Фибоначчи с нечётными индексами (A001519), а полученные вторым способом — числами Пелля с нечётными индексами (или такими числами n, что 2n2 − 1 является квадратом, A001653). Таким образом, имеется бесконечно много троек Маркова вида
{\displaystyle (1,F_{2n-1},F_{2n+1}),\,}
где Fx является x-м числом Фибоначчи. Таким же образом, существует бесконечно много троек Маркова вида
{\displaystyle (2,P_{2n-1},P_{2n+1}),\,}
где Px — x-ое число Пелля

## Другие свойства
Кроме двух наименьших особенных троек (1,1,1) и (1,1,2) все тройки Маркова состоят из трёх различных целых чисел.
Гипотеза единственности утверждает, что для заданного числа Маркова c существует в точности одно нормализованное решение, в котором c является наибольшим элементом — доказательства этого факта объявлялись, но ни одно из них не признано удовлетворительным.
Нечётные числа Маркова сравнимы с 1 по модулю 4, чётные же числа сравнимы с 2 по модулю 32.
В статье 1982 года  Дон Цагир высказал гипотезу, что n-ое число Маркова асимптотически задаётся выражением
{\displaystyle m_{n}={\tfrac {1}{3}}e^{C{\sqrt {n+o(1)}}}}, где {\displaystyle C=2.3523414972\ldots .}
Погрешность {\displaystyle o(1)=({\frac {\log(3m_{n})}{C}})^{2}-n} показана на графике ниже.
Более того, он указал на то, что {\displaystyle x^{2}+y^{2}+z^{2}=3xyz+4/9}, приближение исходного диофантова уравнения, эквивалентно {\displaystyle f(x)+f(y)=f(z)} с f(t) = arch(3t/2).  Гипотезу доказали Грег Макшейн и Игорь Ривин в 1995, используя технику гиперболической геометрии.
n-ое число Лагранжа можно вычислить из n-го числа Маркова по формуле
{\displaystyle L_{n}={\sqrt {9-{4 \over {m_{n}}^{2}}}}.\,}
Числа Маркова являются суммами (неуникальных) пар квадратов.

## Теорема Маркова
Марков показал, что если
{\displaystyle f(x,y)=ax^{2}+bxy+cy^{2}}
является неопределённой бинарной квадратичной формой с вещественными коэффициентами и дискриминантом {\displaystyle D=b^{2}-4ac}, то существуют целые числа x, y, для которых f принимает ненулевое значение, по абсолютной величине не превосходящее
{\displaystyle {\frac {\sqrt {D}}{3}}},
если только f не форма Маркова  — умноженная на константу форма
{\displaystyle px^{2}+(3p-2a)xy+(b-3a)y^{2}},
где (p, q, r) является тройкой Маркова и
{\displaystyle {\begin{cases}0<a<p/2,\\aq\equiv \pm r{\pmod {p}},\\bp-a^{2}=1.\end{cases}}}

## Матрицы
Если X и Y принадлежат SL2(C), то
Tr(X) Tr(Y) Tr(X⋅Y) + Tr(X⋅Y⋅X−1⋅Y−1) + 2 = Tr(X)2 + Tr(Y)2 + Tr(X⋅Y)2
так что в случае Tr(X⋅Y⋅X−1 ⋅ Y−1) = −2 
Tr(X) Tr(Y) Tr(X⋅Y) = Tr(X)2 + Tr(Y)2 + Tr(X⋅Y)2
В частности, если X и Y имеют целочисленные составляющие, то Tr(X)/3, Tr(Y)/3 и  Tr(X⋅Y)/3 является тройкой Маркова. Если X⋅Y⋅Z = Е, то Tr(X⋅Y) = Tr(Z), более симметричны, если X, Y и Z входят в SL2(Z) с X⋅Y⋅Z = Е и коммутатор двух из них имеет след −2, тогда их следы/3 являются тройкой Маркова.